# Charles Meunier
Charles Meunier (Gilly, 18 giugno 1903 – Montignies-sur-Sambre, 17 febbraio 1971) è stato un ciclista su strada e ciclocrossista belga, professionista dal 1926 al 1933. Vinse la Parigi-Roubaix 1929, corsa in cui fu terzo l'anno precedente.

## Carriera
Passato professionista come indipendente, si fece notare alla Liegi-Bastogne-Liegi 1926 arrivando settimo e ai campionati belgi di ciclocross dello stesso anno dove fu terzo. I risultati gli consentirono, l'anno seguente, di ottenere il primo contratto con un'importante squadra francese, la Peugeot.
Nel 1928 prese parte al Tour de France dove però si ritirò nel corso della quinta frazione. Riuscì a conquistare risultati migliori nelle classiche francesi; alla Parigi-Tours era nel gruppo che si giocò la vittoria finale ma concluse ottavo, mentre alla Parigi-Roubaix fu terzo preceduto in una volata ristretta a quattro dal francese André Leducq e dal connazionale Georges Ronsse, quarto finì Gaston Rebry.
La stagione successiva fu ancora protagonista alla Parigi-Roubaix, arrivò ancora nel gruppo di testa nel velodromo di Roubaix, assieme ai connazionali Ronsse e Aimé Deolet, e sembrava ancora una volta battuto allo sprint tuttavia una scivolata dei due rivali, innescata da Ronsse, gli spianò la strada per il successo. 
In quella stagione si piazzò in molte delle principali corse del nord Europa: secondo alla Parigi-Lille, dietro il connazionale Joseph Wauters, quinto alla Bordeaux-Parigi, sesto alla Parigi-Bruxelles e settimo alla Parigi-Tours e al Giro del Belgio.
Si ritirò nel 1933 per problemi fisici.

## Palmarès
- 1926

Anversa-Menin
- 1929

Parigi-Roubaix

## Piazzamenti

### Grandi Giri
- Tour de France

1928: ritirato (5ª tappa)

### Classiche monumento
- Giro delle Fiandre

1931: 28º
- Parigi-Roubaix

1927: 75º
1928: 3º
1929: vincitore
1931: 37º
- Liegi-Bastogne-Liegi

1926: 7º